# Pharaoh
Pharaoh er et isometrisk by-bygnings-computerspil, der foregår i oldtidens Egypten. Spillet blev udviklet af Impressions Games og udgivet af Sierra Entertainment til Windows-baserede computere. Spillet involverer opbyggelsen og ledelsen af bosættelser og byer i oldtidens Ægypten. Det er det første spil med sådant et tema i City Building Series-serien.
Spillet blev udgivet 31. oktober 1999 og fik senere en udvidelsespakke, Cleopatra: Queen of the Nile, udviklet af BreakAway Games, det følgende år.

## Spilbeskrivelse
Pharaoh benytter den samme spilmotor som Caesar 3, der også blev lavet af Sierra Entertainment, og kommer med mange forbedringer men også undtagelser. Spillet har begrænset AI, politimænd vil ofte have lettere ved at overvåge ørkenområder end bymidter, hvis spilleren ikke har benyttet tilstrækkelige vejspærringer.
Alle scenariomissioner har omkring 5 mål, som spilleren skal have fuldført for at kunne få adgang til næste bane. Disse mål kan f.eks. være god økonomi, stort befolkningstal eller god hygiejne m.m.
Der er fem bedømmelsesskalaer: befolkningstal, en skala der viser hvor mange folk der bor i byen; kultur, en skala der viser hvor mange af byens folk der har adgang til religiøse bygninger; monument, en skala der viser hvor færdige byens monumenter er; velstand, en skala der viser hvor rig byen og dens befolkning i gennemsnittet er; kongerige, en skala der viser byens relationer med faraoen og de øvrige byer i området.